# Peter Wegner
Peter Wegner (San Pietroburgo, 20 agosto 1932 – 27 luglio 2017) è stato un informatico russo.

## Biografia
Ha dato un contributo significativo sia alla teoria della programmazione orientata agli oggetti durante gli anni '80 sia alla rilevanza della tesi Church-Turing per gli aspetti empirici dell'informatica durante il Anni '90 e il periodo odierno. Nel 2016, Wegner ha scritto una breve autobiografia per Conduit, la rivista annuale del dipartimento di informatica della Brown University
Wegner ha studiato all'Università di Cambridge e ha conseguito un diploma post laurea in analisi numerica e calcolo automatico nel 1954, in un momento in cui non c'erano programmi di dottorato in informatica. Ha conseguito un dottorato di ricerca presso l'Università di Londra nel 1968 per il suo libro Linguaggi di programmazione, strutture informative e organizzazione della macchina, con Maurice Wilkes come suo supervisore.
Il lavoro fondamentale per la sua precedente occupazione è On Understanding Types, che è stato scritto in collaborazione con Luca Cardelli. Per la sua ultima impresa, è stato coautore di diversi articoli e ha co-curato un libro Interactive Computation: the New Paradigm che è stato pubblicato nel 2006.
Wegner è stato inserito come membro dell'Association for Computing Machinery (ACM) nel 1995 e ha ricevuto l'ACM Distinguished Service Award nel 2000. Nel 1999 è stato insignito della Croce d'Onore austriaca per la scienza e l'arte, 1ª classe ("Österreichisches Ehrenkreuz für Wissenschaft u. Kunst I. Klasse"), ma è stato colpito da un autobus e ha riportato gravi lesioni cerebrali durante un viaggio a Londra per ricevere il suo premio. Si è ripreso dopo un lungo coma.
Era il redattore capo di ACM Computing Surveys e del The Brown Faculty Bulletin. Era un professore alla Brown University.